# Коректно поставлена задача
Для задач фізичної природи висуваються такі вимоги:
1. Існування розв'язку. Задача повинна мати розв'язок (задача яка має розв'язок не представляє інтересу як математична модель).
2. Єдиність розв'язку. Не повинно існувати декілька розв'язків задачі.
3. Неперервна залежність від вхідних даних. Розв'язок задачі повинен мало змінюватись при малій зміні вхідних даних.

Розглянемо математичну модель у вигляді наступної граничної задачі:

{\displaystyle {\begin{cases}Lu=f,&x\in \Omega \\lu=\varphi ,&x\in S=\partial \Omega \end{cases}}}

Формулювання диференціального рівняння і граничних умов ще недостатньо щоб гранична задача була сформульована однозначно. Необхідно додатково вказати які аналітичні властивості вимагаються від розв'язку, в якому розумінні задовольняється рівняння і граничні умови. 

При аналізі граничної задачі виникають наступні питання:
- Чи може існувати розв'язок з відповідними властивостями?
- Які аналітичні властивості треба вимагати від вхідних даних {\displaystyle f,\varphi }, коефіцієнтів диференціального оператора і граничних умов?
- Які умови треба накладати на гладкість границі S?
- Чи достатньо сформульованих умов для однозначного знаходження розв'язку?
- Чи можна гарантувати що малі зміни {\displaystyle f,\varphi } приведуть до малих змін розв'язку?

Перелічені проблеми зручно розв'язувати звівши граничну задачу до операторного рівняння і застосувавши загальні методи теорії операторів та операторних рівнянь.

В першу чергу виберемо два банахових простора E та F. Шуканий розв'язок розглядається як елемент E, а сукупність правих частин - як елемент F. Визначимо оператор A як відображення {\displaystyle u\rightarrow \left\{Lu,\varphi \right\}}, тоді гранична задача зводиться до операторного рівняння

{\displaystyle Au=g,g=\left\{f,\varphi \right\}}

Позначимо R(A) та D(A) - область значень та область визначення оператора A. Коректність операторного рівняння визначають для пари просторів E та F.

В термінах операторного рівняння існування розв'язку означає що область значень оператора R(A) є непорожня підмножина F.

Єдиність розв'язку означає, що відображення А ін'єктивне і на R(A) визначений обернений оператор {\displaystyle A^{-1}}.

Вимога неперервної залежності розв'язку від правої частини або стійкості граничної задачі зводиться до неперервності або обмеженості оператора {\displaystyle A^{-1}}.

Приклад некоректної постановки задачі Коші: Приклад Адамара.

Якщо задача поставлена некоректно, то її майже неможливо розв'язати чисельними методами, оскільки якщо початкові умови або праві частини задані з похибкою (яка виникає навіть при округленні), то чисельний розв'язок може значно відрізнятись від точного. Якщо задача поставлена коректно, то є шанс її розв'язати використовуючи стійкий алгоритм. Якщо задача поставлена некоректно її треба переформулювати. Зазвичай це робиться з використанням методів регуляризації, а регуляризація Тихонова - найбільш розповсюджений метод  для лінійних некоректно поставлених задач.